# Masainas
Masainas (en sard, Masainas) és un municipi italià, dins de la província de Sardenya del Sud. L'any 2007 tenia 2.093 habitants. Es troba a la regió de Sulcis-Iglesiente. Limita amb el municipi de Giba, Piscinas, Sant'Anna Arresi i Teulada (CA). Comprèn les fraccions d'Is Cannigonis, Is Crobbedus, Is Cuccus, Is Fiascus, Is Lais, Is Mancas, Is Murronis i Is Solinas.

## Administració
| Període | Identitat | Partit        |
| ------- | --------- | ------------- |
| 2005-   | Ivo Melis | Llista Cívica |